# Parietin
Parietin je pretežni kortikalni (površinski) pigment lišajeva iz roda Caloplaca, sekundarni proizvod lišaja Xanthoria parietina i pigment koji se nalazi u korijenju konjske kiselice ili štavelja (lat. Rumex crispus). Ima narančastožutu boju i upija plavu svjetlost. Također se pokazalo da štiti lišajeve od UVB svjetlosti, na velikim nadmorskim visinama u alpskim regijama. UVB svjetlo potiče proizvodnju parietina, a parietin štiti lišajeve od oštećenja. Lišajevi u arktičkim regijama, poput Svalbarda, zadržavaju ovu sposobnost iako ne nailaze na štetne razine UVB, sposobnost koja bi mogla pomoći u zaštiti lišajeva u slučaju stanjivanja ozonskog omotača. Također je pokazalo snažno protugljivično djelovanje protiv pepelnice ječma i pepelnice krastavca, u potonjem slučaju učinkovitije od tretmana fenarimolom i polioksinom B.

## Antrakinonska bojila
Antrakinonska bojila, na primjer alizarin, su bojila koja se dobivaju na osnovu antrakinona. Antrakinon je blijedožuta kristalna tvar netopljiva u vodi, slabo topljiva u alkoholu, eteru i acetonu. Dobiva se oksidacijom antracena s pomoću natrijeva dikromata i sintetski iz anhidrida ftalne kiseline i benzena.

## Slike
|                                                        |                                                               |                                     |
| Obični žuti lišaj (lat. Xanthoria parietina) na cigli. | Obični žuti lišaj (lat. Xanthoria parietina) na truloj grani. | Lišaj (lat. Caloplaca thallincola). |